# Parque nacional marino Fathom Five
El Parque Nacional Marino Fathom Five o Cinco Brazas es un gran parque nacional subacuático en la bahía de Georgia, Ontario, Canadá, que tiene por objeto proteger y mostrar los faros y naufragios. Los numerosos naufragios hacen del parque un popular destino de buceo, y excursiones en barco con fondo de cristal zarpan de Tobermory, Ontario, regularmente, lo que permite a los turistas ver los naufragios sin tener que mojarse. Muchos visitantes viven en campamento cerca del Parque Nacional Bruce Peninsula y usan el parque como una base para explorar Fathom Five y sus alrededores durante el día. 
Fathom Five también contiene numerosas islas, en particular Isla Flowerpot, que cuenta con instalaciones para acampar.

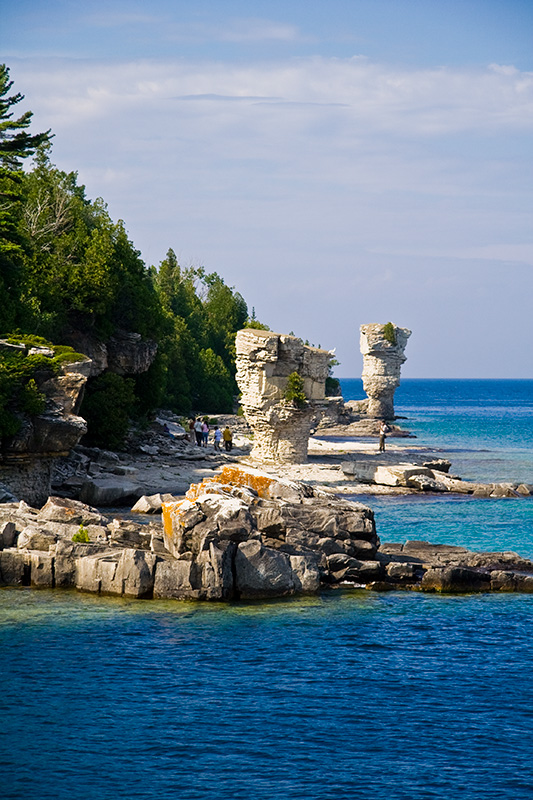
Vista de la isla Flowerpot